# 立石岬灯台

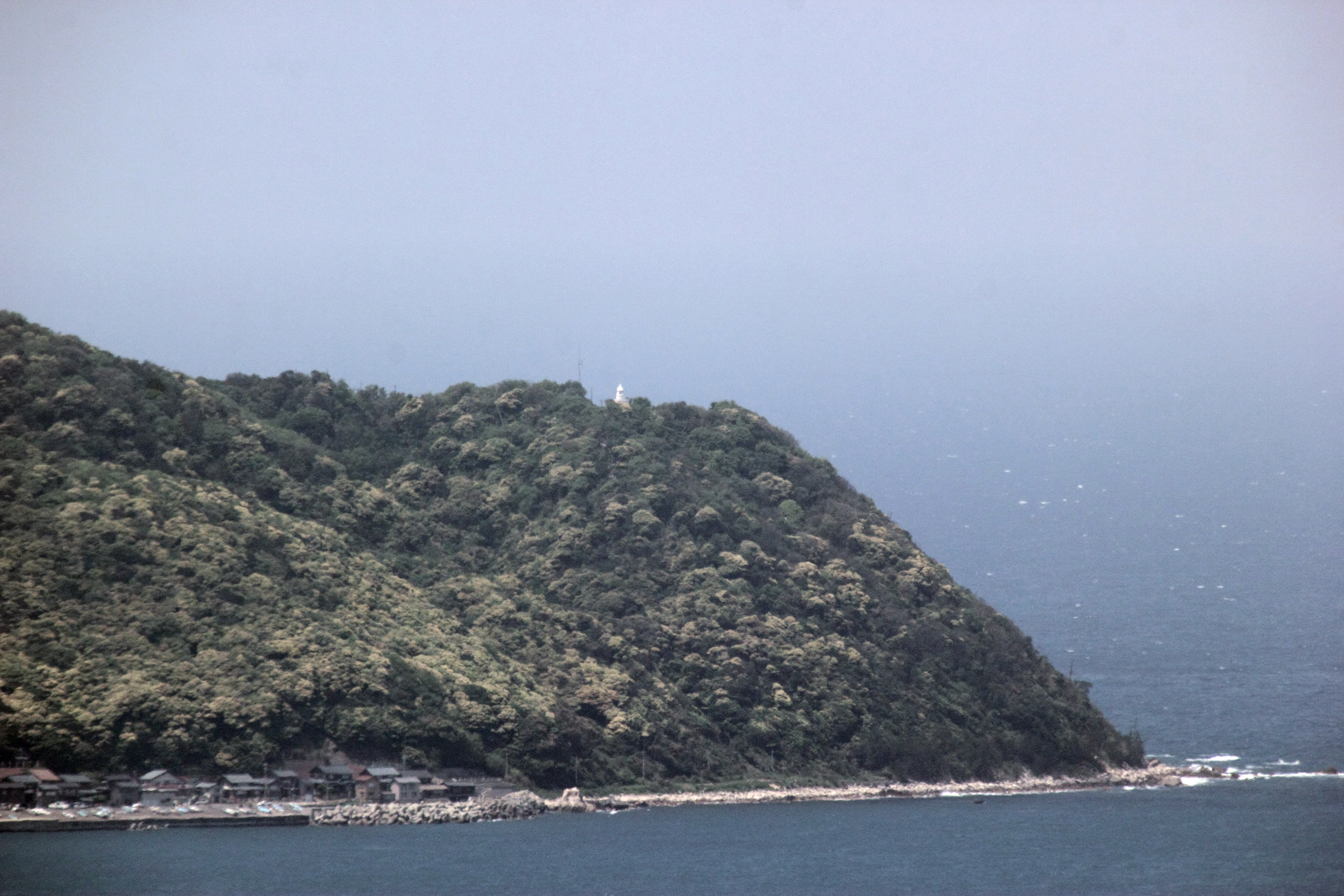
立石岬灯台遠望

立石岬灯台（たていしみさきとうだい）は、福井県敦賀市にある立石岬の突端に立つ白亜塔形石造の中型灯台。周辺は、若狭湾国定公園に指定され、リアス式海岸の造形する風光明媚の地。また、敦賀市の市章のデザインにもなっている。
映画『宣戦布告』のロケ地にもなった。

## 歴史
- 1880年（明治13年）4月 - 起工。
- 1881年（明治14年）6月 - 竣工、7月20日に初点灯した[2]が、当時は石油ランプを使用していた。全国の主要灯台のうち36番目、日本海沿岸では角島灯台（山口県）に次ぐ、2番目のもの[1]。また、日本人のみで建設された最初の西洋式灯台として知られる[3]。総工費は当時のお金で22,600円かかり、石材は現地産の花崗岩。建設当初の名称は「立石岬灯台」だった。
- 1904年（明治27年） - 「立石埼灯台」と改称。
- 1914年（大正3年） - ガス灯（アセチレンガス）に変わる。
- 1938年（昭和13年） - 電化される。
- 1960年（昭和35年） - フランス製不動フレネル式レンズから、LB-40型の回転式灯器に交換される。それまでのレンズは、敦賀市立博物館に展示されている。
- 1961年（昭和36年） - 無人化される[4]。
- 2002年（平成14年）11月 - 再び「立石岬灯台」に名称が戻された。
- 2017年（平成29年）5月2日 - 灯台建屋と囲障が登録有形文化財に登録された[5][6][7]。

## 付属施設
- 沿岸域情報提供システム（MICS）による観測箇所

## 交通アクセス
福井県道141号竹波立石縄間線の終点から徒歩で500メートルとなるが、停留所はその手前にあるため、実際に徒歩で移動する距離はそれよりもやや長い。
- 北陸本線・北陸新幹線・小浜線・ハピラインふくい線 敦賀駅
  - 敦賀市コミュニティバス常宮線
    - 立石停留所下車[8]、徒歩約15分。

※敦賀駅から立石まで約40分。

## 周辺情報
- 日本原子力発電敦賀発電所
- 水晶浜海水浴場
- 常宮神社